# Amazon Mechanical Turk
Amazon Mechanical Turk – crowdsourcing prostych zadań, których obecnie nie można wykonać automatycznie (np. poetykietowanie dużego zbioru obrazków lub zweryfikowanie tłumaczenia). Jest to jedna z usług internetowych udostępnianych przez przedsiębiorstwo Amazon. Zleceniodawca (ang. requester) może umieszczać zadania – każde z nich to tzw. HIT (z ang. Human Intelligence Task). Możliwe jest przeglądanie istniejących zadań i ich wykonywanie za kwotę oferowaną przez zleceniodawcę. Kwoty za realizację pojedynczego zadania zwykle nie są wysokie (za pojedyncze zadanie może być przewidziane wynagrodzenie w wysokości np. 0,04 $), ale pojawiają się również takie, za których realizację można otrzymać ponad 30 $.
Czasami, żeby móc wykonać jakieś zadanie, należy posiadać odpowiednie kwalifikacje sprecyzowane przez zleceniodawcę danego zadania. Możliwe jest przyjęcie lub odrzucenia rezultatów wysłanych przez poszczególne osoby, które podjęły się danego zadania (w zależności od ich reputacji).